# ジュランジェロ・サインチェ
- ジュランジェロ・セインジャ

ジュランジェロ・マイケル・サインチェ（Jurrangelo Michael Cijntje, 英語発音: /ʤʊˈrænʤəloʊ ˈseɪnʤə/; 2003年5月31日 - ）はオランダ王国南ホラント州ハーグ出身のプロ野球選手（投手）。両投両打。MLBのシアトル・マリナーズ傘下所属。

## 経歴

### プロ入り前
幼少期は主にオランダ王国キュラソーの都市であるウィレムスタットで育った。
2016年にペンシルベニア州ウィリアムズポートで行われたリトルリーグワールドシリーズにオランダ領キュラソー代表として参加した。初戦の韓国戦で左投手として先発したサインチェが無死満塁のピンチを招いたとき、打席の途中で一塁側ベンチから右投げ用のグラブを持ったコーチがマウンドへ行き、サインチェは右投手としての投球練習を開始した。しかし大会本部がルールを確認したところ、打席途中での左右の変更は認められなかった。その次の打者とは、右投手として登板した。最終的に4.1回を投げ、2失点を記録した。なお、チームは0-3で敗れた。
2019年にフロリダ州マイアミへ移住し、フロリダ州立大学で野球をしていた3人の従兄弟と共に暮らした。 その後、フロリダ州ハイアリアのチャンパニャット・カトリック・スクールに入学し、学校の野球チームでスイッチピッチャーとスイッチヒッターの両方でプレーした。
2022年のMLBドラフト18巡目でミルウォーキー・ブルワーズから指名を受けるも、契約せずにミシシッピ州立大学へ進学した。
2023年には大学のリーグ戦で13回先発（14登板）し、50.0回を投げて防御率8.10、63奪三振を記録した。ミシシッピ州立大学での初登板では、7人の打者から三振を奪った。うち6つは右手で、残りの1つは左手で奪った三振だった。
2024年には大学のリーグ戦で16回の登板全てで先発し、90.2回を投げて防御率3.67、113奪三振を記録した。全米大学野球記者協会とパーフェクトゲームによってセカンドチームオールアメリカンに選ばれた。この年は主に右腕で投球し、シーズンの最後の月は左腕で投球をしなかった。

### プロ入りとマリナーズ傘下時代
2024年のMLBドラフト1巡目（全体15位）でシアトル・マリナーズから指名を受けた。7月16日に契約金488万ドルでマリナーズと契約した。契約後、MLB.comからマリナーズの7番目の有望株という評価を受けた。

## プレースタイル
大きな特徴の１つはスイッチピッチャーであること。  右で最速99マイル（約159キロ）、左で95マイル（約153キロ）を投じる。

## 人物
- 「生まれつきは左利きだが、遊撃手としてもプレーしていたため、右手でも強く投げられる」と本人は語っている[15]。
- 父親はオランダのプロ野球で捕手をしていて、サインチェの目標も捕手であった。しかし、サインチェは元々左利きであったため捕手には向かないと分かると、6歳の頃から右で投げる練習を始めた。これが両投げの始まりとなった[16][17]。
- 子供の頃の好きな選手は、自身と同じキュラソーにルーツを持つアンドリュー・ジョーンズだった[18]。
- 通常のグラブは片手にしかフィットしないため、左右を切り替えることができるカスタムグラブを使用している[19]。
- サインチェは2015年に両投げとしてデビューしたパット・べンディットが日本製の両投げグラブを使用していたことを知っており、日本のメーカーの社員数人に電話などで連絡を取った。しかし、そのメーカーはサインチェに両投げ用グラブを届けることはできなかった。サインチェは現在、ウィルソン社製とローリングス社製の両投げ用グローブを使用している[20]。